# Aulonemia jauaensis
Aulonemia jauaensis là một loài thực vật có hoa trong họ Hòa thảo. Loài này được Judz. & Davidse mô tả khoa học đầu tiên năm 1991.